# Rurutia
 (août 2024).
Rurutia (ルルティア) est une chanteuse japonaise. Également auteur-compositeur, elle reste distante de la scène médiatique. Elle a su créer son propre univers musical autour d'une voix susurrée et douce. Artiste mystérieuse, elle laisse peu d'informations sur elle.
Elle a réalisé des clips pour certains de ses titres sortis en single (Itoshigo yo, Lost butterfly, Shine et Toroimerai) qui complètent l'univers particulier de ces chansons.

## Albums
R° (2002)
1. Elements
2. Chie no Mi
3. Itoshigo Yo
4. Lost Butterfly
5. Akai Rousoku
6. Ame no Hate
7. Boku no Uchuu Kimi no Umi
8. Bokura no Hakoniwa
9. Gin no Honoo
10. Heart Dance

Water forest (2003)
1. Pavane
2. Suzaku no Sora
3. Oar
4. Hoshi no tamashii
5. Sanctuary
6. Yuruginai utsukushii mono
7. Genwaku no kaze
8. Shine
9. Michiru mori
10. Shiki

Promised land (2004)
1. Halleluiah
2. Neo
3. Arabesque
4. Sincere
5. Toroimerai
6. Giselle
7. Nagareboshi
8. Merry
9. Gola
10. Tsuki senicha
11. Maururu roa

Meme (2005)
1. Dancing Meme
2. Tone
3. Lila ga chittemo
4. Primary (album ver)
5. Signal
6. Scarlet
7. Selenite
8. Heath no Rakuen
9. Aoi Bara
10. Chou no Mori
11. Cobalt no Hoshi
12. Sleeping Meme

Chorion (2006)
1. ABINTRA
2. Reirei Tenohira
3. Hoshi ni Hana, Haiiro no Ame
4. Mizu Keshiki Hoshi Moyou
5. Negai no Todoku hi
6. Spinel
7. Time Traveler
8. Parade
9. Hohoemi no Maria
10. Magnolia no Joukei
11. ABINTRA (Inst)
12. Mizu Keshiki Hoshi Moyou (Inst)
13. Negai no Todoku hi (Inst)
14. Spinel (Inst)
15. Hohoemi no Maria (Inst)

Opus (2007) (mini album)
1. Opus
2. Ryuukou [流光]
3. Mizu Keshiki Hoshi Moyou [水景色　星模様] (Ballade Ver.)
4. Itoshigo yo [愛し子よ] (Ballade Ver.)
5. Arabesque [アラベスク] (Ballade Ver.)
6. Hoshi to Hane (星と羽]
7. Opus (Music Box Ver.) *Bonus Track
8. Ryuukou [流光] (Music Box Ver.) *Bonus Track

Seirios (2009)
1. Seirios
2. Silent Prayer [サイレントプレイヤー]
3. Opus
4. Aurora Hikou [オーロラ飛行]
5. Ryuukou [流光]
6. Muyuu Uta [無憂歌]
7. LAST DAY
8. Hyousa [氷鎖]
9. Yume Hotaru [夢蛍]
10. VOID
11. Hoshi to Hane [星と羽]

Behind the Blue(2010) (Mini album)
1. Behind the blue
2. Rainbow
3. Hana Tsuzuri (Silky Jazz version)
4. Yume Hotaru (Candle night remix)
5. Rainbow (Alegria dance remix)
6. Behind the blue (Midnight story remix)
7. Last day (Autumn moon remix)
8. Behind the blue (Instrumental)
9. Rainbow (Instrumental)